# ريدار بيركلاند
ريدار بيركلاند (بالإنجليزية: Reidar Birkeland)‏ (مواليد 19 نوفمبر 1928) هو طبيب بيطري نرويجي وأستاذ في المدرسة النرويجية للعلوم البيطرية، ولد في سودا وتحصل على درجة دكتوراه في الطب البيطري عام 1955.
كان محاضرا في الجراحة بالمدرسة النرويجية للعلوم البيطرية من 1959 إلى 1984 ثم أستاذ من 1985 إلى 1994 كما شغل منصب عميد هناك من 1983 إلى 1988. حاصل على درجة فخرية من هلسنكي منحت له عام 1995.